# 八政
八政是中國古代国家施政的八个方面。其内容説法不一。

## 《尚書·洪范》所稱八政
《书·洪範》載：“三，八政：一曰食，二曰货，三曰祀，四曰司空，五曰司徒，六曰司寇，七曰宾，八曰师。”

## 《礼记·王制》所稱八政
《礼记·王制》：“齐八政以防淫。”又：“八政：饮食、衣服、事为、异别、度、量、数、制。” 郑玄注曰：“饮食为上，衣服次之；事为，谓百工技艺也；异别，五方用器不同也；度，丈尺也；量，斗斛也；数，百十也；制，布帛幅广狭也。”

## 《逸周书·常训》所稱八政
《逸周书·常训》：“八政：夫妻、父子、兄弟、君臣。八政不逆，九德纯恪。” 